# Franz Dengler
Franz Dengler (* 30. Juli 1890 in Karlsbad; † 27. November 1963 in Wien) war ein österreichisch-böhmischer Trompeter.

## Leben
Franz Dengler studierte Trompete am Konservatorium in Dresden, heute Hochschule für Musik Carl Maria von Weber. Auf Wunsch von Richard Strauss wurde er 1908 in Berlin an der Königlichen Oper, heute Staatsoper Unter den Linden engagiert. Nach Anregung von Franz Schalk ging er 1918 an die Wiener Hofoper, heute Wiener Staatsoper. Dort war er bis 1955 als erster Trompeter und Solotrompeter tätig. Er spielte die Uraufführung des 1934 ihm gewidmeten Trompetenkonzertes in B von Karl Pilss.
Er lehrte von 1931 bis 1959 an der Wiener Musikakademie, heute Universität für Musik und darstellende Kunst. Er wurde 1932 zum Professor ernannt. Am 2. Dezember 1938 beantragte er die Aufnahme in die NSDAP und wurde rückwirkend zum 1. Mai desselben Jahres aufgenommen (Mitgliedsnummer 6.292.822). 1960 erhielt er das Ehrenkreuz für Wissenschaft und Kunst. Seine bekanntesten Schüler waren Adolf Scherbaum und Helmut Wobisch.